# Inga Claudia Römer
Inga Claudia Römer (* 9. Juni 1978 in Hamburg) ist eine deutsche Philosophin mit Schwerpunkt Hermeneutik und Phänomenologie und seit 2023 Professorin an der Albert-Ludwigs-Universität Freiburg.

## Leben
Inga Claudia Römer erwarb 2000 an der Universität Bordeaux Montaigne die Licence de Philosophie. 2004 schloss sie ihr Studium mit Hauptfach Philosophie (bei Dorothea Frede) und den Nebenfächern Volkswirtschaftslehre, deutsche Literatur und Anthropologie an der Universität Hamburg als Magistra Artium ab. 2008 erfolgte die Promotion in Philosophie bei László Tengelyi an der Universität Wuppertal, wo sie von 2008 bis 2010 wissenschaftliche Mitarbeiterin und von 2010 bis 2015 Akademische Rätin auf Zeit war. Nach der Habilitation in Wuppertal 2015 vertrat sie dort von 2015 bis 2016 einen Lehrstuhl für drei Semester. Seit 2016 lehrt sie als Professorin für deutsche Philosophie an der Universität Grenoble. Von 2017 bis 2019 wirkte Römer als Vizepräsidentin der Deutschen Gesellschaft für phänomenologische Forschung; zusammen mit Georg Stenger, der als Präsident in diesem Zeitraum amtierte, leitete sie die Gesellschaft. 2023 übernahm sie als Nachfolgerin von Günter Figal den Lehrstuhl für Philosophie mit Schwerpunkt Hermeneutik und Phänomenologie an der Universität Freiburg i. Br. An derselben Universität leitet sie das Husserl-Archiv, ein Amt, das sie von Hans-Helmuth Gander übernommen hat.

## Schriften (Auswahl)
- Das Zeitdenken bei Husserl, Heidegger und Ricœur (= Phaenomenologica. Band 196). Springer, Dordrecht/Heidelberg/London/New York 2010, ISBN 90-481-8589-0, (zugleich Dissertation, Wuppertal 2008).
- als Herausgeberin: Subjektivität und Intersubjektivität in der Phänomenologie (= Studien zur Phänomenologie und praktischen Philosophie. Band 24). Ergon-Verlag, Würzburg 2011, ISBN 978-3-89913-820-7.
- als Herausgeberin mit Gert-Jan van der Heiden, Karel Novotny und László Tengelyi: Investigating Subjectivity. Classical and New Perspectives (= Studies in contemporary phenomenology. Band 6). Brill Academic Publishers, Leiden/Boston/Tokio 2011, ISBN 978-90-04-21159-9.
- als Herausgeberin mit Matthias Wunsch: Person. Anthropologische, phänomenologische und analytische Perspektiven (= Ethica. Band 26). Mentis, Münster 2013, ISBN 3-89785-322-1.
- als Herausgeberin: Affektivität und Ethik bei Kant und in der Phänomenologie. De Gruyter, Berlin/Boston 2014, ISBN 3-11-034517-X.
- Das Begehren der reinen praktischen Vernunft. Kants Ethik in phänomenologischer Sicht (= Paradeigmata. Band 36). Felix Meiner Verlag, Hamburg 2018, ISBN 3-7873-3429-7, (zugleich Habilitationsschrift, Wuppertal 2015).